# Cantonul Saint-Loup-sur-Semouse
Cantonul Saint-Loup-sur-Semouse este un canton din arondismentul Lure, departamentul Haute-Saône, regiunea Franche-Comté, Franța.

## Comune
| Comune                   | Populație (1999) | Cod poștal | Cod INSEE |
| ------------------------ | ---------------- | ---------- | --------- |
| Aillevillers-et-Lyaumont | 1 677            | 70320      | 70006     |
| Ainvelle                 | 161              | 70800      | 70008     |
| Briaucourt               | 241              | 70800      | 70097     |
| Conflans-sur-Lanterne    | 650              | 70800      | 70168     |
| Corbenay                 | 1 344            | 70320      | 70171     |
| Fleurey-lès-Saint-Loup   | 146              | 70800      | 70238     |
| Fontaine-lès-Luxeuil     | 1 452            | 70800      | 70240     |
| Fougerolles              | 3 792            | 70220      | 70245     |
| Francalmont              | 119              | 70800      | 70249     |
| Hautevelle               | 256              | 70800      | 70284     |
| Magnoncourt              | 432              | 70800      | 70315     |
| Saint-Loup-sur-Semouse   | 3 460            | 70800      | 70467     |
| La Vaivre                | 211              | 70320      | 70512     |